# Sylwia Bogacka
Sylwia Katarzyna Bogacka (* 3. Oktober 1981 in Jelenia Góra) ist eine ehemalige polnische Sportschützin.

## Erfolge
Sylwia Bogacka nahm viermal an Olympischen Spielen teil. Bei den Olympischen Spielen 2004 in Athen belegte sie mit dem Kleinkalibergewehr im Dreistellungskampf über 50 m den 17. Rang. Vier Jahre darauf verbesserte sie sich in Peking in dieser Disziplin auf den zehnten Platz und verpasste den Einzug ins Finale nur knapp. Mit dem Luftgewehr schaffte sie den Sprung ins Finale, kam jedoch in diesem nicht über den letzten und damit achten Rang hinaus. 2012 zog sie in London in beiden Konkurrenzen in die Finalrunde ein. Im Dreistellungskampf verpasste sie als Vierte mit 681,9 Punkten knapp einen Medaillengewinn. Erfolgreicher verlief der Wettbewerb mit dem Luftgewehr, in dem sie dank 399 Punkten in der Qualifikation und 103,2 Punkten im Finale auf 502,2 Gesamtpunkte kam und damit hinter Yi Siling die Silbermedaille gewann. In Rio de Janeiro schloss sie 2016 die Konkurrenz im Dreistellungskampf auf dem 40. Platz und im Luftgewehrschießen auf dem 23. Platz ab.
2006 wurde sie in Zagreb bei den Weltmeisterschaften Vizeweltmeister im Dreistellungskampf. Mit der Mannschaft sicherte sie sich 2010 in München im Dreistellungskampf den Titelgewinn und im liegenden Anschlag Bronze.
Bogacka ist Soldatin der polnischen Streitkräfte im Rang eines Korporals.